# Poly Panou
Poly Panou (griechisch Πόλυ Πάνου, bürgerlich Polytimi  Koliopanou Πολυτίμη Κολιοπάνου, * 28. Oktober 1940 in Athen, aufgewachsen in Patra; † 27. September 2013 in Athen) war eine griechische Volkssängerin. Ihr Künstlername stellt eine Verkürzung ihres eigentlichen Namens Polytimi Koliopanou dar und wurde ihr von dem Sänger Grigoris Bithikotsis verliehen.

## Karriere
Sie begann im Stile des Rembetiko in den späten 1950er Jahren und erreichte den Höhepunkt ihrer Laufbahn in den 1960er und 1970er Jahren. Sie arbeitete mit den Laïka-Komponisten Vasilis Tsitsanis und Giannis Papaioannou zusammen und gründete 1966 ihr eigenes Schallplattenlabel. Drei Jahre später trat sie in Paris auf.
Zu den größten Erfolgen dieser Zeit zählen:
| Τα παιδιά του Πειραιά       | Die Jungens von Piräus (bekannt durch den Film Sonntags… nie!) |
| Μες στην πολλή σκοτούρα μου | Inmitten aller meiner Sorgen                                   |
| Φέρτε μια κούπα με κρασί    | Bring mir einen Becher Wein                                    |
| Σβήσε το φως να κοιμηθούμε  | Mach das Licht aus, damit wir schlafen können                  |
| Πάρε το δαχτυλίδι μου       | Nimm meinen Ring                                               |
| Καυγαδάκι                   | Der Zank                                                       |
| Αλλα μου λεν τα μάτια σου   | Deine Augen sagen mir Eines                                    |
| Εσένα δε σου άξιζε αγάπη    | Du hast nicht verdient, geliebt zu werden                      |
| Τα αδέλφια δε χωρίζουνε     | Brüder streiten nicht                                          |
| Ασε πρώτα να ξεχάσω         | Laß mich zuerst vergessen                                      |